# Catarina Lindström
Pia Ingrid Catarina Lindström, under en tid Forsberg, född 14 maj 1965 är chefredaktör och ansvarig utgivare för Karlskoga Tidning och Karlskoga-Kuriren.